# Rogožarski SIM-XIV-H
Rogožarski SIM-XIV-H – jugosłowiański wodnosamolot zaprojektowany w latach 1936–1937. Według pierwotnych zamierzeń miał pełnić rolę rozpoznawczo-patrolową oraz samolotu ZOP. W ograniczonym stopniu był przystosowany do roli bombowca nurkującego.

## Historia

Silnik Argus As-10 eksponowany w MLP w Krakowie

Wraz ze starzeniem się wodnosamolotów Ikarus IO dowództwo jugosłowiańskich sił zbrojnych stanęło przed problemem zapewnienia samolotu zdolnego do patrolowania rozległego, jugosłowiańskiego wybrzeża oraz wspierania jej Marynarki Wojennej.
Pod koniec 1935 roku powołano specjalną komisję, która miała ocenić stan lotnictwa morskiego Jugosławii i przedstawić wymagania dla nowego sprzętu latającego. W skład komisji weszli zarówno przedstawiciele naczelnego dowództwa, jak i dowódcy poszczególnych jednostek, którzy jako praktycy mieli przedstawić wnioski z eksploatacji wodnosamolotów w warunkach polowych.
Tymczasem dowództwo przygotowało własną propozycję, wzorowaną na brytyjskiej maszynie Vickers Seagul. Miał to być jednopłatowy wodnosamolot (bądź łódź latająca), napędzany produkowanym na licencji francuskim silnikiem Gnome Rhone K-7 o mocy 420 KM (309 kW). Uzbrojenie miały stanowić dwa karabiny maszynowe i cztery bomby, a prędkość przelotowa miała wynosić 200 km/h.
Wnioski komisji znacznie różniły się od założeń dowództwa, które przewidywało powstanie wodnosamolotu napędzanego dwoma silnikami. Mimo wszystko zostały one uwzględnione, a następnie po modyfikacji zostały przekazane do dalszego opracowania.
Bez normalnej w takich sytuacjach procedury opracowanie maszyny zlecono firmie Rogožarski. Konstruktorem prowadzącym został Sima Milutinovic. Zespół pod jego kierownictwem uznał, że zbyt duża prędkość maksymalna byłaby szkodliwa. Zdecydowano się więc na zastosowanie znacznie słabszych silników Argus As 10C o mocy po 240 KM. Liczono przy tym na poprawę innych parametrów, takich jak zasięg. Miał on wynosić 800 km, co miało umożliwić przelot wzdłuż całego wybrzeża Jugosławii.
W połowie 1936 roku rozpoczęto prace projektowe, po czym rozpoczęto montaż pierwszego prototypu. Został on ukończony w styczniu 1938. W zakładach w Belgradzie wykonano jedynie podstawowe próby, a następnie rozmontowany samolot przesłano do bazy lotnictwa morskiego w Divulje. Tam 8 lutego 1938 doszło do oblotu maszyny, za sterami której zasiadł porucznik Augusto Canjko.
Osiągi prototypu odbiegały od spodziewanych. Niższa była prędkość maksymalna, która zamiast oczekiwanych 230 km/h wynosiła 200 km/h. Winę ponosiła aerodynamika maszyny. Te i inne uwagi odnośnie do maszyny zaowocowały zleceniem wykonania nowego kadłuba. Próby aerodynamiczne makiety samolotu przeprowadzono w tunelu aerodynamicznym należącym do Instytutu Badań Technicznych Lotnictwa w Warszawie.
W połowie sierpnia 1938 wymieniono kadłub, a następnie oblatano ponownie prototyp. Po wykonaniu dalszych modyfikacji udało się osiągnąć zamierzone przez zamawiającego cele.
Jeszcze przed zakończeniem prób prototypu zdecydowano się na zamówienie tzw. serii zerowej liczącej 6 sztuk (z nr. 152 - 157). Ukończono je w połowie 1939. W tym czasie podpisano kontrakt na dostawę kolejnych 12 maszyn (nr. 158 - 169), które zostały dostarczone do końca 1940 roku. Różniły się od serii zerowej zastosowaniem silniejszych silników Argus As 10E o mocy po 270 KM (199 kW). Umowę na drugą serię 12 maszyn (nr. 170 - 181) podpisano 19 lutego 1941, miały one zostać dostarczone w ciągu pół roku. Ponieważ w tym czasie firma Caproni nie mogła dostarczyć wodnosamolotów opartych na płatowcu Ca.310, więc zamówienie zostało powiększone o kolejne 6 sztuk. Ze względu na wybuch wojny zamówienie to nie zostało zrealizowane.

### Służba przedwojenna
W miarę dostarczania maszyn z zakładów trafiały one na wyposażenie 1, 5, 11 i 15 Hidroeskadrile. Dwie pierwsze jednostki otrzymały po sześć egzemplarzy. Pozostałe otrzymały po dwa samoloty. Prototyp został przebudowany poprzez zamontowanie drugiego kompletu przyrządów sterowniczych i trafił do jednostki szkolnej.
Samoloty były proste w pilotażu, co ułatwiało proces szkolenia. Wystarczało sześć lotów zapoznawczych z instruktorem, by dopuścić pilota do samodzielnych lotów. W ramach szkoleń załogi ćwiczyły eskortowanie konwojów, patrolowanie wybrzeża i walkę z okrętami podwodnymi. Dodatkowo ćwiczono bombardowanie z lotu poziomego, a także nurkowego (kąt do 30°). Samoloty dobrze spisywało się w powietrzu, choć występowały problemy ze statecznością poprzeczną. Akrobacja w tych warunkach była więc niemożliwa.

### Wykorzystanie bojowe
W momencie niemieckiego ataku na Jugosławię w służbie znajdowało się 16 maszyn. 8 kwietnia wodnosamoloty 5 Eskadry stacjonującej na wyspie Murter zostały zaatakowane przez włoskie lotnictwo. Następnego dnia atak powtórzono. W jego wyniku zniszczeniu uległa większość maszyn eskadry. Jedynie dwa udało się naprawić na tyle, by mogły odlecieć do Boki Kotorskiej, gdzie wsparły 1 Eskadrę.
Samoloty 1 i 11 Eskardy patrolowały popołudniami wybrzeże. Trzy maszyny osłaniały konwój płynący do Cavtatu. Jedna z maszyn osłaniała z powietrza stawiacz min „Jastreb”.
W sumie jugosłowiańskie lotnictwo morskie wykonało zaledwie 11 lotów bojowych w trakcie krótkiego konfliktu.
Po kapitulacji kilka załóg zdecydowało się na przelot na stronę aliantów, by kontynuować walkę. Mimo konieczności przelotu nad włoskim terytorium i niesprzyjającej pogody 16 kwietnia cztery załogi SIM-ów zdecydowały się na lot. Tylko jednej załodze udało się przetrwać, by w ciągu kilku dni dotrzeć do Aboukiri w pobliżu Aleksandrii, gdzie została założona baza jugosłowiańskich wodnosamolotów. Na początku 1942 roku maszyna nr. 157 jednak uległa zniszczeniu w burzy piaskowej.
Osiem maszyn zostało przejętych przez Włochów po upadku Jugosławii. Jedna z maszyn (nr. 169) trafiła do ośrodka doświadczalnego pod Rzymem, zaś pozostałe siedem trafiło do bazy Orbetello. Tam służyły wraz z Ca.316 w szkole obserwatorów. Do 1943 roku przetrwało pięć maszyn, z czego tylko jedna zdolna do lotu. Gdy szkołę przenoszono maszyna została porzucona. Po włoskiej kapitulacji przejęli go Niemcy. Brak jednak informacji o jego wykorzystaniu.

### Konstrukcja
Prototyp był zbudowany głównie z drewna. Był to dwupływakowy dolnopłat zastrzałowy. W przedniej części kadłuba znajdowała się kabina obserwatora z wypukłą wieżyczką strzelecką Vickersa. Oszklony przód zapewniał dobrą widoczność. Dalej znajdowała się kabina pilota i tylnego strzelca – częściowo zakryta. Zarówno skrzydła jak i usterzenie poziome wzmocniono mocnymi zastrzałami.
Kadłub jednostek seryjnych był oparty na kratownicy ze stalowych rurek, w przedniej i środkowej części kryty sklejką, zaś w części tylnej płótnem. Skrzydła o obrysie eliptycznym miały konstrukcję drewnianą, krytą sklejką i płótnem. Mechanizacja płata była bardzo uboga i ograniczała się do klap i lotek. Stateczniki w całości miały drewnianą konstrukcję, a powierzchnie sterowe kryto płótnem.
Zbiorniki paliwa umieszczono w kadłubie pomiędzy stanowiskiem pilota a tylnym strzelcem.
Pływaki firmy EDO były duraluminiowe, zaopatrzone w grodzie wodoszczelne.
Napęd prototypu i serii zerowej stanowiły dwa silniki Argus As 10C o mocy po 240 KM, poruszające dwułopatowe, drewniane, nieprzestawialne śmigła konstrukcji inż. Milutinovica. W późniejszym czasie zastąpiły je silniki Argus As 10E, zastosowane w pierwszej serii, o mocy 270 KM. Zmienione zostały również śmigła na metalowe, przestawialne Argus-Schwartz. W ramach drugiej serii jedna z maszyn została zamówiona z mocniejszymi jednostkami napędowymi – Argus As 410, o mocy 450 KM. Prawdopodobnie byłoby to docelowe rozwiązanie dla wszystkich maszyn.